# Venturada
Venturada är en kommun i Spanien.   Den ligger i den autonoma regionen Madrid, i den centrala delen av landet, 40 km norr om huvudstaden Madrid. Antalet invånare är 2 559 (2024).